# Stoeberia beetzii
Stoeberia beetzii là một loài thực vật có hoa trong họ Phiên hạnh. Loài này được (Dinter) Dinter & Schwantes miêu tả khoa học đầu tiên năm 1927.